# Michele Sorrenti
Michele Sorrenti (Rende, 25 ottobre 1941 – Treviso, 2 dicembre 2005) è stato un pesista italiano.

## Biografia
Michele Sorrenti nasce a Rende in provincia di Cosenza da Giuseppe e da Ada Imbrogno. La sua famiglia si trasferisce dalla Calabria in Veneto nel 1953. A Treviso nasce la passione per il getto del peso e dopo duri allenamenti riesce a raggiungere i livelli più alti della disciplina, tanto da diventare primatista italiano con 19,02 m il 31 luglio 1972 a Padova.
Inizia l'attività sportiva nel Gruppo Atletico Trevigiano, quindi con il Coin Mestre, per poi approdare nel Gruppo Sportivo FIAT di Giampiero Boniperti. In suo ricordo sono state intitolate una piazza e una via nei comuni di Lappano e Rende (suoi paesi di origine).

## Carriera sportiva
- Gennaio 1957 - Inizio attività sportiva
- Luglio 1963 -  Partecipazione ai campionati mondiali militari, Bruxelles
- 1964 - Debutto in Nazionale

| Anno | Luogo     | Meeting                 |
| ---- | --------- | ----------------------- |
| 1964 | Annecy    | Francia-Italia          |
| 1964 | Modena    | Italia-Svizzera         |
| 1964 | Roma      | Italia-Svezia           |
| 1965 | Atene     | Grecia-Italia           |
| 1965 | Napoli    | Italia-Finlandia        |
| 1966 | Bucarest  | Romania-Italia          |
| 1966 | Celye     | Yugoslavia-Italia       |
| 1966 | Modena    | Italia-Ungheria         |
| 1969 | Lugano    | Svizzera-Italia         |
| 1970 | Madrid    | Spagna-Italia           |
| 1970 | Atene     | Grecia-Italia           |
| 1970 | Siracusa  | Italia-Polonia          |
| 1970 | Cagliari  | Italia-Canada           |
| 1971 | Bucarest  | Romania-Italia-Ungheria |
| 1971 | Praga     | Cecoslovacchia-Italia   |
| 1971 | Torino    | Italia-Germania Est     |
| 1971 | Viareggio | Italia-Grecia           |
| 1972 | Milano    | Italia-Urss             |
| 1973 | Milano    | Italia-Cecoslovacchia   |
| 1973 | Torino    | Italia-Usa              |
| 1973 | Oslo      | Coppa Europa            |

È stato campione italiano:
- 1966 Firenze 17,12 m
- 1972 Roma 17,42 m
- 1973 Roma 18,25 m
- 1974 Genova 18,38 m (indoor)

È ancora detentore del primato provinciale di Treviso con 17,43 m.
È stato capitano della Nazionale italiana di atletica leggera, primatista italiano assoluto del getto del peso 19,02 m (31 luglio 1972), nonché il primo italiano a superare il muro dei 19,00 m.

## Campionati nazionali
- 3 volte campione nazionale nel getto del peso (1966, Firenze - 1972, Roma - 1973, Roma)
- 1 volta campione nazionale indoor nel getto del peso (1974, Genova)